# Mimosa castanoclada
Mimosa castanoclada är en ärtväxtart som beskrevs av Rupert Charles Barneby och Renée Hersilia Fortunato. Mimosa castanoclada ingår i släktet mimosor, och familjen ärtväxter. Inga underarter finns listade i Catalogue of Life.